# Ronde van Italië 1912
| Eindklassement      |                |                       |
| Algemeen klassement | Atala-Dunlop   | 33 pt. (100h 02' 57") |
| Tweede              | Peugeot-Wolter | 23 pt.                |
| Derde               | Gerbi          | 8 pt.                 |
| Vierde              | Goericke       | 8 pt.                 |
| Vijfde              | Globo-Dunlop   | 7 pt.                 |
| Zesde               | Legnano        |                       |

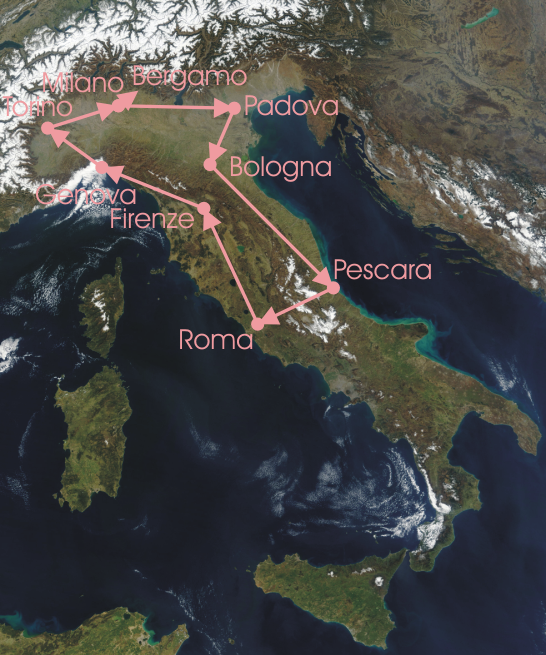
Ronde van Italië 1912

In 1912 ging de 4e Giro d'Italia op 19 mei van start in Milaan. Hij eindigde op 2 juni in Bergamo. Er stonden 54 renners verdeeld over 6 ploegen aan de start. Het algemeen klassement bestond deze editie uit een klassement voor ploegen. Het was de Italiaanse Atala-Dunlop-ploeg die won.
Aantal ritten: 9

Totale afstand: 2436 km

Gemiddelde snelheid: 27,323 km/h

Aantal deelnemers: 54

## Belgische en Nederlandse prestaties
In totaal namen er .. Belgen en .. Nederlanders deel aan de Giro van 1912.

### Belgische etappezeges
- In 1912 was er geen Belgische etappezege.

### Nederlandse etappezeges
- In 1912 was er geen Nederlandse etappezege.

## Etappe uitslagen
| Datum  | Etappe   | Parcours          | Afstand | Eerste                    | Tweede                    | Derde                     | Klassementsleider |
| ------ | -------- | ----------------- | ------- | ------------------------- | ------------------------- | ------------------------- | ----------------- |
| 19 mei | etappe 1 | Milaan - Padua    | 399 km  | Giovanni Micheletto (Ita) | Giuseppe Santhià (Ita)    | Carlo Galetti (Ita)       | Atala             |
| 21 mei | etappe 2 | Padua - Bologna   | 329 km  | Vincenzo Borgarello (Ita) | Giuseppe Santhià (Ita)    | Eberardo Pavesi (Ita)     | Atala             |
| 23 mei | etappe 3 | Bologna - Pescara | 362 km  | Ernesto Azzini (Ita)      | Eberardo Pavesi (Ita)     | Domenico Allasia (Ita)    | Atala             |
| 25 mei | etappe 4 | Pescara - Rome    | ? km    | etappe niet verreden      | etappe niet verreden      | etappe niet verreden      | Atala             |
| 27 mei | etappe 5 | Rome - Florence   | 337 km  | Carlo Galetti (Ita)       | Giovanni Micheletto (Ita) | Domenico Allasia (Ita)    | Atala             |
| 29 mei | etappe 6 | Florence - Genua  | 268 km  | Lauro Bordin (Ita)        | Carlo Galetti (Ita)       | Ugo Agostini (Ita)        | Atala             |
| 31 mei | etappe 7 | Genua - Turijn    | 225 km  | Vincenzo Borgarello (Ita) | Carlo Galetti (Ita)       | Giovanni Micheletto (Ita) | Atala             |
| 2 juni | etappe 8 | Turijn - Milaan   | 281 km  | Giovanni Micheletto (Ita) | Vincenzo Borgarello (Ita) | Angelo Gremo (Ita)        | Atala             |
| 4 juni | etappe 9 | Milaan - Bergamo  | 235 km  | Vincenzo Borgarello (Ita) | Giovanni Micheletto (Ita) | Carlo Galetti (Ita)       | Atala             |

 winnaars · 
roze trui · 
  puntenklassement · 
  bergklassement · 
 jongerenklassement · 
 intergiro · 
 ploegenklassement · 
 strijdlust · 
 zwarte trui
Giro d'Italia Next Gen · Giro Donne · Cima Coppi
 Belgische rozetruidragers · etappewinnaars
 Nederlandse rozetruidragers · etappewinnaars
Mannen:
1909 · 
1910 · 
1911 · 
1912 · 
1913 · 
1914 · 
1919 · 
1920 · 
1921 · 
1922 · 
1923 · 
1924 · 
1925 · 
1926 · 
1927 · 
1928 · 
1929 · 
1930 · 
1931 · 
1932 · 
1933 · 
1934 · 
1935 · 
1936 · 
1937 · 
1938 · 
1939 · 
1940 · 
1946 · 
1947 · 
1948 · 
1949 · 
1950 · 
1951 · 
1952 · 
1953 · 
1954 · 
1955 · 
1956 · 
1957 · 
1958 · 
1959 · 
1960 · 
1961 · 
1962 · 
1963 · 
1964 · 
1965 · 
1966 · 
1967 · 
1968 · 
1969 · 
1970 · 
1971 · 
1972 · 
1973 · 
1974 · 
1975 · 
1976 · 
1977 · 
1978 · 
1979 · 
1980 · 
1981 · 
1982 · 
1983 · 
1984 · 
1985 · 
1986 · 
1987 · 
1988 · 
1989 · 
1990 · 
1991 · 
1992 · 
1993 · 
1994 · 
1995 · 
1996 · 
1997 · 
1998 · 
1999 · 
2000 · 
2001 · 
2002 · 
2003 · 
2004 · 
2005 · 
2006 · 
2007 · 
2008 · 
2009 · 
2010 · 
2011 · 
2012 · 
2013 · 
2014 · 
2015 · 
2016 · 
2017 · 
2018 · 
2019 · 
2020 · 
2021 · 
2022 · 
2023 · 
2024 · 
2025
Vrouwen:
1988 · 
1989 · 
1990 · 
1991 ·
1992 ·
1993 · 
1994 · 
1995 · 
1996 · 
1997 · 
1998 · 
1999 · 
2000 · 
2001 · 
2002 · 
2003 · 
2004 · 
2005 · 
2006 · 
2007 · 
2008 · 
2009 · 
2010 · 
2011 · 
2012 ·
2013 · 
2014 ·
2015 ·
2016 ·
2017 ·
2018 ·
2019 ·
2020 ·
2021 ·
2022 ·
2023 ·
2024 ·
2025